# Nicolas-Louis de Lacaille
Abbé Nicolas Louis de La Caille (thường là Nicolas Louis de Lacaille)  là một nhà thiên văn học người Pháp. Ông cùng với Jérôme Lalande là những người xác định một cách chính xác phỏng đoán của người xưa về khoảng cách từ Trái Đất đến Mặt Trăng là khoảng 384000 km. Cả hai nhà thiên văn học người Pháp này đã thực hiện công việc đó vào năm 1751 nhờ việc áp dụng các hệ thức lượng trong tam giác. Ngoài ra, ông còn có những phát hiện về các thiên thể. Ông đã phát hiện ra 7 chòm sao tại thiên cầu nam, đó là Argo Navis, Điêu Cự, Hiển Vi Kính, Nam Thập Tự, Sơn Án, Thời Chung và Tức Đồng. Ông đã chia Argo Navis thành ba phần: Thuyền Phàm, Thuyền Vĩ và Thuyền Để. Ngoài ra, ông còn phát hiện ra tinh vân Carina. Để tưởng nhớ những đóng góp của ông, người ta đã dùng tên để đặt tên cho tiểu hành tinh 9135 Lacaille.